# Конкурс дирижёров Донателлы Флик
Конкурс дирижёров Донателлы Флик (англ. Donatella Flick Conducting Competition) — международный конкурс дирижёров, учреждённый в Лондоне в 1990 г. международным меценатом Донателлой Флик. Проводится каждые два года, с 1996 г. при поддержке Лондонского симфонического оркестра. Первая стадия конкурса проходит в Королевской академии музыки, а три финалиста выступают в Барбикан-Холле. Членами жюри в разные годы были Невилл Марринер, Эндрю Литтон, Жерваз де Пейер, Ян Паскаль Тортелье, Даниэле Гатти, Лейф Сегерстам, Геннадий Рождественский, Юрий Темирканов, Василий Синайский, Максим Венгеров и другие заметные музыканты.

## Лауреаты
| 1991 | Эндрю Константайн (Великобритания)                      |  |
| 1992 | Тим Лоул (Великобритания)                               |  |
| 1994 | Эмманюэль Плассон (Франция)                             |  |
| 1996 | Томмазо Плачиди (Италия)                                |  |
| 1998 | Пол Манн (Великобритания)                               |  |
| 2000 | Пабло Гонсалес (Испания) и Франсуа Ксавье Рот (Франция) |  |
| 2002 | Кристоф Мангу (Франция)                                 |  |
| 2004 | Фабьен Габель (Франция)                                 |  |
| 2006 | Михал Дворжиньский (Польша)                             |  |
| 2008 | Давид Афхам (Германия)                                  |  |
| 2010 | Клеменс Шульдт (Германия)                               |  |
| 2012 | Александр Блош (Франция)                                |  |
| 2014 | Элим Чан (Гонконг—США)                                  |  |
| 2016 | Никлас Беньямин Хофман (Германия)                       |  |
| 2018 | Феликс Мильденбергер (Германия)                         |  |
| 2021 | Хулио Гарсия Вико (Испания)                             |  |